# Feens Rose
Feens Rose er en dansk stumfilm fra 1907 produceret af Nordisk Films Kompagni og instrueret af Viggo Larsen efter manuskript af Arnold Richard Nielsen.

## Handling
Denne artikel mangler et handlingsreferat. Hjælp os med at skrive det.

## Medvirkende
- Viggo Larsen
- Gustav Lund
- Clara Nebelong